# سیارک ۱۴۰۲
سیارک ۱۴۰۲ (به انگلیسی: 1402 Eri، نامگذاری:1936OC) هزار و چهارصد و دومین سیارک کشف شده‌است که در ۱۶ ژوئیه ۱۹۳۶ و در هایدلبرگ کشف شد.
قدر مطلق سیارک برابر ۱۳٫۰۰ است.